# Каторі (Тіба)

35°53′52″ пн. ш. 140°29′57″ сх. д. / 35.89778° пн. ш. 140.49917° сх. д.
Като́рі (яп. 香取市, かとりし, МФА: [katoɾʲi ɕi̥]) — місто в Японії, в префектурі Тіба.

## Короткі відомості
Розташоване в північно-східній частині префектури, на берегах річки Тоне. Виникло на основі середньовічного прихрамового містечка біля синтоїстського святилища Каторі, середньовічного порту Савара, а також сільських поселень раннього нового часу. Утворене 2006 року шляхом об'єднання міста Савара з містечками Комікава, Ямада та Курімото. Основою економіки є сільське господарство, рисівництво, броварництво, виробництво саке та соєвого соусу. Узбережжя річки Тоне перетворено на державний природно-культурний заповідник. В місті розміщена садиба японського картографа Іно Тадатаки. Станом на 1 жовтня 2008 площа міста становила 262,31 км². Станом на 1 січня 2009 населення міста становило 84 060 осіб.

## Уродженці
- Масуда Кенто (* 1973) — японський музикант.